# Makkosjánosi
Makkosjánosi (ukránul Яноші (Janosi / Yanoshi), korábban Іванівка (Ivanyivka / Ivanivka), 1921-1939 között Janosovo, oroszul Ивановка (Ivanovka)) falu  Ukrajnában Kárpátalján, a Beregszászi járásban. Ma körülbelül 1700-1800 lakosú.

## Fekvése
Beregszásztól 6 km-re északra fekszik. Társtelepülése Balazsér.

## Története
1321-ben Ivanosi néven említik először. A református templom épülete 1321-ben már állt, 1566-ban a tatárok elpusztították, 1595-óta a reformátusoké. Mai formáját a 18. századi átalakítás után nyerte el.
Görögkatolikus temploma az 1733-ból való fatemplom helyén 1839-ben épült klasszicista stílusban.
1910-ben 1118, túlnyomórészt magyar lakosa volt.    
A trianoni békeszerződésig Bereg vármegye Tiszaháti járásához tartozott.

## Testvérvárosai
Makkosjánosi testvérvárosai a következők:
|              | Ország       | Város | Vármegye / Körzet / Régió / Állam |
| ------------ | ------------ | ----- | --------------------------------- |
| Magyarország | Magyarország | Göd   | Pest vármegye                     |